# Maison rose (Séné)
Pour les articles homonymes, voir Maison rose.
La Maison rose est une habitation de Séné (Morbihan) qui constitue une icône du golfe du Morbihan. 

## Localisation
Située à proximité de Port-Anna, à l'extrémité de la presqu'île de Séné, elle se dresse au bord du goulet par lequel la rivière de Vannes et son affluent, le Vincin, rejoignent le golfe du Morbihan. La Maison rose est distante de moins de 100 m d'Arradon, sur l'autre rive du goulet.
L'habitation est entourée d'un vaste parc arboré.

## Description

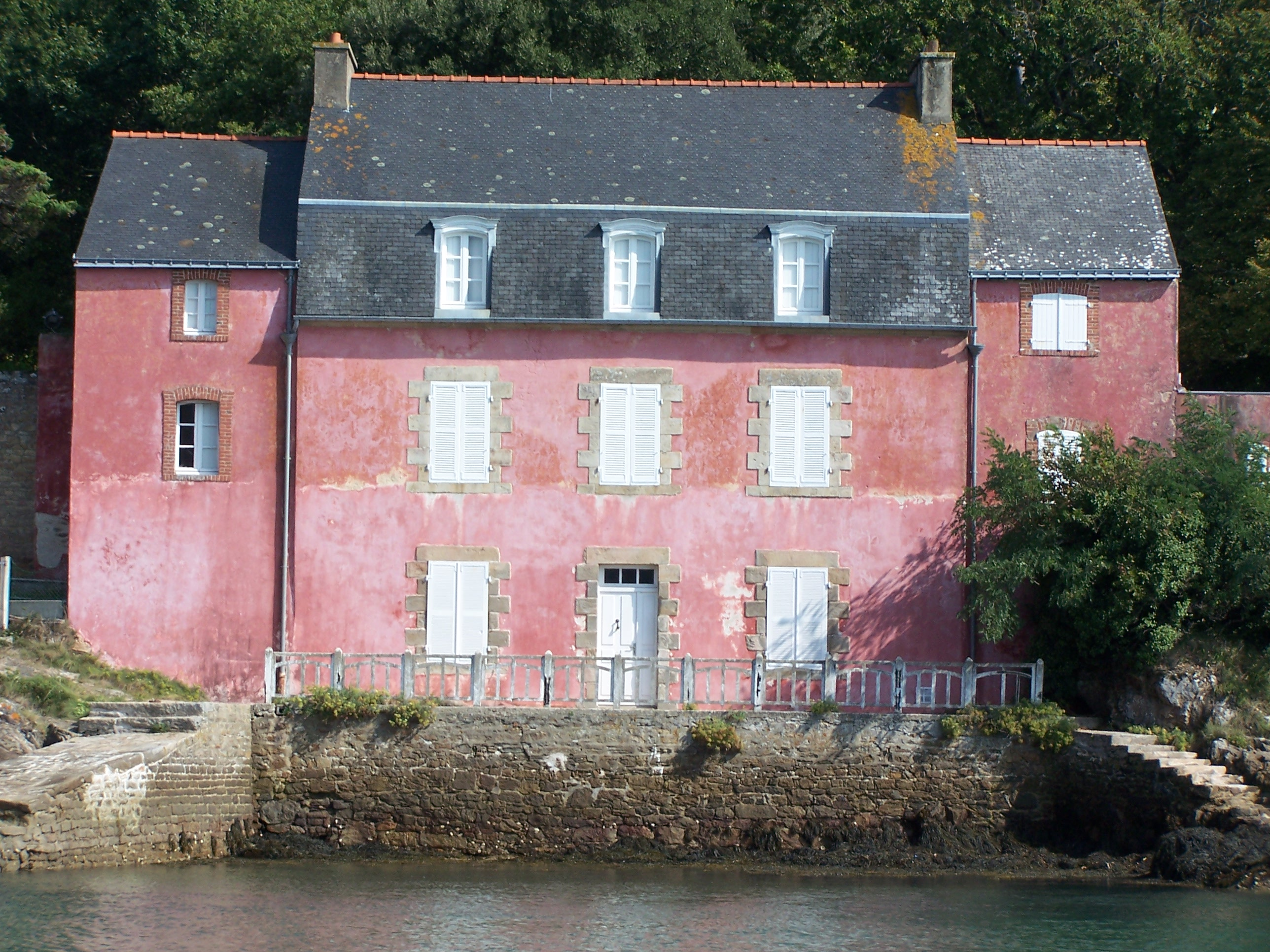
La Maison rose (golfe du Morbihan).

La Maison rose se présente comme un grand bâtiment de deux étages flanqué de deux ailes symétriques. Couverte d'un toit d'ardoises, elle possède dix-neuf ouvertures, dont neuf sur la façade visible du bâtiment principal. Celle-ci a la caractéristique d'être peinte en rose. La propriété possède une cale et un quai.

## Histoire
La Maison rose a été construite en 1879 pour Mathurin Juteau, ostréiculteur de Vannes. Son quai date de 1880, sa cale de 1897. Elle appartient aujourd'hui à des intérêts privés.

## Intérêt
La Maison rose sert d'amer pour la navigation dans le golfe du Morbihan, notamment pour l'entrée vers le port de Vannes. Sa couleur caractéristique étant indiquée par le Service hydrographique et océanographique de la marine (SHOM) dans les Instructions Nautiques, sa façade côté mer ne peut être modifiée par les propriétaires, même si le bâtiment n'est pas protégé au titre des Monuments historiques.